# Nado sincronizado no Campeonato Mundial de Esportes Aquáticos de 2009
Os eventos do nado sincronizado no Campeonato Mundial de Esportes Aquáticos de 2009 ocorreram entre 18 e 25 de julho no Foro Italico.

## Calendário
| Julho/Agosto      | 17 | 18 | 19 | 20 | 21 | 22 | 23 | 24 | 25 | 26 | 27 | 28 | 29 | 30 | 31 | 1 | 2 | T |
| ----------------- | -- | -- | -- | -- | -- | -- | -- | -- | -- | -- | -- | -- | -- | -- | -- | - | - | - |
| Nado sincronizado |    |    | 1  | 1  | 1  | 1  | 1  | 1  | 1  |    |    |    |    |    |    |   |   | 7 |

## Eventos
| Prova                   | Eliminatória | Final    |
| ----------------------- | ------------ | -------- |
| Rotina técnica solo     | 19/julho     | 20/julho |
| Rotina livre solo       | 22/julho     | 23/julho |
| Rotina técnica dueto    | 20/julho     | 21/julho |
| Rotina livre dueto      | 23/julho     | 24/julho |
| Rotina técnica equipes  | 18/julho     | 19/julho |
| Rotina livre equipes    | 24/julho     | 25/julho |
| Combinação rotina livre | 21/julho     | 22/julho |

## Quadro de medalhas
| Ordem | País    |   |   |   |    |
| 1     | Rússia  | 6 |   |   | 6  |
| 2     | Espanha | 1 | 6 |   | 7  |
| 3     | China   |   | 1 | 4 | 5  |
| 4     | Canadá  |   |   | 2 | 2  |
| 5     | Itália  |   |   | 1 | 1  |
| TOTAL | TOTAL   | 7 | 7 | 7 | 21 |

## Medalhistas
| Evento                           | Ouro                                             | Prata                                    | Bronze                                |
| Rotina técnica solo detalhes     | RUS Natalia Ishchenko                            | ESP Gemma Mengual                        | CAN Marie-Pier Boudreau Gagnon        |
| Rotina livre solo detalhes       | RUS Natalia Ishchenko                            | ESP Gemma Mengual                        | ITA Beatrice Adelizzi                 |
| Rotina técnica dueto detalhes    | RUS Rússia Anastasia Davydova Svetlana Romashina | ESP Espanha Andrea Fuentes Gemma Mengual | CHN China Jiang Tingting Jiang Wenwen |
| Rotina livre dueto detalhes      | RUS Rússia Natalia Ishchenko Svetlana Romashina  | ESP Espanha Andrea Fuentes Gemma Mengual | CHN China Jiang Tingting Jiang Wenwen |
| Rotina técnica equipes detalhes  | RUS Rússia                                       | ESP Espanha                              | CHN China                             |
| Rotina livre equipes detalhes    | RUS Rússia                                       | ESP Espanha                              | CHN China                             |
| Combinação rotina livre detalhes | ESP Espanha                                      | CHN China                                | CAN Canadá                            |